# Вернер Ешауер
Вернер Ешауер (нім. Werner Eschauer; нар. 26 квітня 1974) — колишній австрійський тенісист.
Найвищу одиночну позицію світового рейтингу — 52 місце досяг 27 серпня 2007, парну — 120 місце — 14 квітня 2008 року.
Найвищим досягненням на турнірах Великого шолома було 2 коло в одиночному та парному розрядах.
Завершив кар'єру 2012 року.

## Фінали турнірів ATP за кар'єру

### Одиночний розряд: 1 (1 поразка)
| Легенда                                     |
| ------------------------------------------- |
| Турніри Великого шолома (0–0)               |
| Фінали Світового туру ATP (0–0)             |
| Серія Мастерс 1000 Світового Туру ATP (0–0) |
| Серія 500 Світового туру ATP (0–0)          |
| Серія 250 Світового туру ATP (0–1)          |

| Титули за покриттям |
| ------------------- |
| Тверде (0–0)        |
| Ґрунт (0–1)         |
| Трава (0–0)         |
| Килим (0–0)         |

| Титули за типом корту |
| --------------------- |
| Відкритий (0–1)       |
| Закритий (0–0)        |

| Результат | В-П | Дата     | Турнір                | Рівень    | Покриття | Суперник    | Рахунок       |
| --------- | --- | -------- | --------------------- | --------- | -------- | ----------- | ------------- |
| Поразка   | 0–1 | Лип 2007 | Амерсфорт, Нідерланди | Серія 250 | Ґрунт    | Стів Дарсіс | 1–6, 6–7(1—7) |

### Парний розряд: 1 (1 поразка)
| Легенда                                     |
| ------------------------------------------- |
| Турніри Великого шолома (0–0)               |
| Фінали Світового туру ATP (0–0)             |
| Серія Мастерс 1000 Світового Туру ATP (0–0) |
| Серія 500 Світового туру ATP (0–0)          |
| Серія 250 Світового туру ATP (0–1)          |

| Титули за покриттям |
| ------------------- |
| Тверде (0–0)        |
| Ґрунт (0–1)         |
| Трава (0–0)         |
| Килим (0–0)         |

| Титули за типом корту |
| --------------------- |
| Відкритий (0–1)       |
| Закритий (0–0)        |

| Результат | В-П | Дата     | Турнір                  | Рівень    | Покриття | Партнер     | Opponenta                 | Рахунок               |
| Поразка   | 0–1 | Лют 2008 | Буенос-Айрес, Аргентина | Серія 250 | Ґрунт    | Петер Лучак | Агустін Кальєрі Луїс Орна | 0–6, 7–6(8–6), [2–10] |

## Фінали ATP Челленджер і ITF Ф'ючерс

### Одиночний розряд: 23 (13–10)
| Легенда               |
| --------------------- |
| ATP Челленджер (10–8) |
| ITF Ф'ючерс (3–2)     |

| Фінали за покриттям |
| ------------------- |
| Тверде (2–1)        |
| Ґрунт (11–8)        |
| Трава (0–0)         |
| Килим (0–1)         |

| Результат | В-П   | Дата     | Турнір                          | Рівень     | Покриття | Суперник          | Рахунок                 |
| --------- | ----- | -------- | ------------------------------- | ---------- | -------- | ----------------- | ----------------------- |
| Перемога  | 1–0   | Лип 1999 | Австрія F3, Швац                | Ф'ючерс    | Ґрунт    | Александер Пея    | 7–6, 6–3                |
| Поразка   | 1–1   | Вер 1999 | Будапешт, Угорщина              | Челленджер | Ґрунт    | Стефан Юе         | 3–6, 5–7                |
| Поразка   | 1–2   | Жов 1999 | Італія F17, Сардинія            | Ф'ючерс    | Тверде   | Елія Гроссі       | 4–6, 6–0, 4–6           |
| Перемога  | 2–2   | Жов 2000 | Танжер, Марокко                 | Челленджер | Ґрунт    | Ніколя Томанн     | 6–4, 6–3                |
| Поразка   | 2–3   | Лип 2001 | Будайорш, Угорщина              | Челленджер | Ґрунт    | Хуан Ігнасіо Чела | 5–7, 1–6                |
| Поразка   | 2–4   | Вер 2002 | Софія, Болгарія                 | Челленджер | Ґрунт    | Томас Беренд      | 0–6, 2–6                |
| Cancelled | 2–4   | Вер 2002 | Баня-Лука, Боснія і Герцеговина | Челленджер | Ґрунт    | Томас Беренд      | Abandoned               |
| Перемога  | 3–4   | Жов 2002 | Сеул, Південна Корея            | Челленджер | Тверде   | Ігор Куніцин      | 6–2, ret.               |
| Поразка   | 3–5   | Кві 2003 | Санремо, Італія                 | Челленджер | Ґрунт    | Томас Беренд      | 4–6, 2–6                |
| Перемога  | 4–5   | Лип 2003 | Брауншвейг, Німеччина           | Челленджер | Ґрунт    | Ігор Куніцин      | 6–1, 7–6(7–2)           |
| Поразка   | 4–6   | Вер 2004 | Баня-Лука, Боснія і Герцеговина | Челленджер | Ґрунт    | Юрій Щукін        | 6–7(3–7), 6–7(7–9)      |
| Перемога  | 5–6   | Сер 2005 | Женева, Швейцарія               | Челленджер | Ґрунт    | Даміан Патріарка  | 6–3, 6–1                |
| Поразка   | 5–7   | Січ 2006 | Австрія F2, Берггайм            | Ф'ючерс    | Килим    | Лукаш Лацко       | 6–3, 1–6, 5–7           |
| Перемога  | 6–7   | Бер 2006 | Італія F5, Кальтаніссетта       | Ф'ючерс    | Ґрунт    | Віктор Крівой     | 6–3, 2–6, 6–2           |
| Перемога  | 7–7   | Бер 2006 | Італія F6, Катанія              | Ф'ючерс    | Ґрунт    | Пабло Андухар     | 6–3, 6–3                |
| Перемога  | 8–7   | Кві 2006 | К'яссо, Швейцарія               | Челленджер | Ґрунт    | Зімон Гройль      | 6–1, 6–2                |
| Поразка   | 8–8   | Кві 2006 | Бергамо, Італія                 | Челленджер | Ґрунт    | Ніколя Девільдер  | 6–1, 5–7, 4–6           |
| Поразка   | 8–9   | Лип 2006 | Ріміні, Італія                  | Челленджер | Ґрунт    | Пабло Андухар     | 6–3, 1–6, 5–7           |
| Перемога  | 9–9   | Вер 2006 | Крань, Словенія                 | Челленджер | Ґрунт    | Горка Фрайле      | 6–1, 6–0                |
| Перемога  | 10–9  | Лют 2007 | Вроцлав, Польща                 | Челленджер | Тверде   | Томаш Зіб         | 5–7, 6–4, 6–4           |
| Поразка   | 10–10 | Бер 2007 | Барлетта, Італія                | Челленджер | Ґрунт    | Карлос Берлок     | 6–3, 6–7(7–9), 0–2 ret. |
| Перемога  | 11–10 | Кві 2007 | Монца, Італія                   | Челленджер | Ґрунт    | Ян Гаєк           | 6–0, 3–0 ret.           |
| Перемога  | 12–10 | Кві 2007 | К'яссо, Швейцарія               | Челленджер | Ґрунт    | Міхаель Беррер    | 6–3, 6–2                |
| Перемога  | 13–10 | Чер 2007 | Лугано, Швейцарія               | Челленджер | Ґрунт    | Їржі Ванек        | 6–4, 4–6, 7–6(7–2)      |

### Парний розряд: 17 (6–11)
| Легенда              |
| -------------------- |
| ATP Челленджер (2–7) |
| ITF Ф'ючерс (4–4)    |

| Фінали за покриттям |
| ------------------- |
| Тверде (3–1)        |
| Ґрунт (2–9)         |
| Трава (0–0)         |
| Килим (1–1)         |

| Результат | В-П  | Дата     | Турнір                          | Рівень     | Покриття | Партнер           | Суперники                            | Рахунок               |
| --------- | ---- | -------- | ------------------------------- | ---------- | -------- | ----------------- | ------------------------------------ | --------------------- |
| Перемога  | 1–0  | Жов 1999 | Італія F17, Сардинія            | Ф'ючерс    | Тверде   | Вольфганг Шранц   | Даніеле Чераудо Елія Гроссі          | 6–3, 6–4              |
| Перемога  | 2–0  | Жов 1999 | Італія F18, Селарджус           | Ф'ючерс    | Тверде   | Вольфганг Шранц   | Омар Кампорезе Елія Гроссі           | 6–2, 4–1 ret.         |
| Поразка   | 2–1  | Бер 2004 | Кальярі, Італія                 | Челленджер | Ґрунт    | Даніель Коллерер  | Томас Беренд Джорджо Галімберті      | 2–6, 1–6              |
| Поразка   | 2–2  | Лип 2004 | Целль-на-Гармерсбасі, Німеччина | Челленджер | Ґрунт    | Рогір Вассен      | Жан-Клод Шеррер Александер Васке     | 6–4, 4–6, 3–6         |
| Поразка   | 2–3  | Сер 2004 | Женева, Швейцарія               | Челленджер | Ґрунт    | Герберт Вільчніґ  | Томаш Цибулець Давід Шкох            | 2–6, 4–6              |
| Перемога  | 3–3  | Жов 2004 | Рим, Італія                     | Челленджер | Ґрунт    | Флорін Мерджа     | Франческо Альді Франческо Піккарі    | 6–7(5–7), 6–3, 6–0    |
| Поразка   | 3–4  | Кві 2005 | Канберра, Австралія             | Челленджер | Ґрунт    | Васіліс Мазаракіс | Річард Фромберг Кріс Гуччоне         | 1–6, 2–6              |
| Поразка   | 3–5  | Лип 2005 | Оберштауфен, Німеччина          | Челленджер | Ґрунт    | Крістофер Кас     | Жан-Клод Шеррер Олівер Марах         | 5–7, 3–6              |
| Поразка   | 3–6  | Лип 2005 | Австрія F5, Аніф                | Ф'ючерс    | Ґрунт    | Марко Нойтейбль   | Fabian Roetschi Беньямін-Давід Руфер | 6–7(5–7), 4–6         |
| Перемога  | 4–6  | Лис 2005 | Пуебла, Мексика                 | Челленджер | Тверде   | Александер Сачко  | Сантьяго Гонсалес Алехандро Ернандес | 6–1, 6–4              |
| Поразка   | 4–7  | Січ 2006 | Австрія F1, Берггайм            | Ф'ючерс    | Килим    | Крістофер Кас     | Юган Брунстрем Філіп Столт           | 3–6, 4–6              |
| Перемога  | 5–7  | Січ 2006 | Австрія F2, Берггайм            | Ф'ючерс    | Килим    | Флорін Мерджа     | Тодор Енев Ілія Кушев                | 6–2, 6–3              |
| Поразка   | 5–8  | Лют 2008 | Вроцлав, Польща                 | Челленджер | Тверде   | Юрген Мельцер     | Джеймс Серретані Лукаш Росол         | 7–6(9–7), 3–6, [7–10] |
| Поразка   | 5–9  | Чер 2008 | Брауншвейг, Німеччина           | Челленджер | Ґрунт    | Філіпп Освальд    | Марко Груньйола Оскар Ернандес Перес | 6–7(4–7), 2–6         |
| Перемога  | 6–9  | Кві 2009 | Хорватія F5, Врсар              | Ф'ючерс    | Ґрунт    | Герберт Вільчніґ  | Баштіан Кніттель Макс Радічніґґ      | 7–5, 6–3              |
| Поразка   | 6–10 | Лис 2009 | Туреччина F11, Анталія          | Ф'ючерс    | Ґрунт    | Марко Мірнеґґ     | Лаурентіу-Аді Гавріла Андрей Млендя  | 6–7(6–8), 3–6         |
| Поразка   | 6–11 | Лис 2009 | Туреччина F12, Анталія          | Ф'ючерс    | Ґрунт    | Александер Флок   | Тихомир Грозданов Динко Халачев      | 6–4, 2–6, [7–10]      |

## Часова шкала результатів
| W | Ф | ПФ | ЧФ | #Р | КТ | К# | P# | DNQ | A | Z# | PO | G | S | B | NMS | NTI | P | NH |

### Одиночний розряд
| Турніри Великого шолома                |     |     |     |     |     |     |     |     |     |       |     |     |
| Відкритий чемпіонат Австралії з тенісу | К1р | К2р | К1р | К2р | К3р |     |     |     | 1р  | 0 / 1 | 0–1 | 0%  |
| Відкритий чемпіонат Франції з тенісу   | 2р  | К2р | К3р | К1р | К1р | К1р | К2р | 2р  | К1р | 0 / 2 | 2–2 | 50% |
| Вімблдонський турнір                   | 1р  |     | К1р |     |     | К1р |     | 2р  |     | 0 / 2 | 1–2 | 33% |
| Відкритий чемпіонат США з тенісу       |     | К1р |     | 1р  |     |     |     | 1р  |     | 0 / 2 | 0–2 | 0%  |
| В-П                                    | 1–2 | 0–0 | 0–0 | 0–1 | 0–0 | 0–0 | 0–0 | 2–3 | 0–1 | 0 / 7 | 3–7 | 30% |
| Тур ATP Мастерс 1000                   |     |     |     |     |     |     |     |     |     |       |     |     |
| Індіан-Веллс                           |     |     |     |     |     |     |     |     | 1р  | 0 / 1 | 0–1 | 0%  |
| Монте-Карло                            |     |     |     | К2р |     |     |     |     |     | 0 / 0 | 0–0 | –   |
| В-П                                    | 0–0 | 0–0 | 0–0 | 0–0 | 0–0 | 0–0 | 0–0 | 0–0 | 0–1 | 0 / 1 | 0–1 | 0%  |